# Carl von Wagner

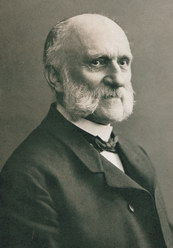
Carl Freiherr von Wagner

Carl Freiherr von Wagner (* 1. März 1843 in Tharandt; † 26. Dezember 1907 in Dresden) war ein Bauingenieur in den USA und Mexiko.
Seine Eltern waren der königlich sächsische Oberförster Carl von Wagner (* 7. Mai 1808; † 9. Mai 1855) und dessen Ehefrau Cölestine Sisson (* 19. September 1813; † 28. Februar 1875).
Carl Freiherr von Wagner studierte 1859 bis 1862 Bauingenieurwesen an der Polytechnischen Schule Dresden. Zusammen mit seinem Kommilitonen Carl Theodor Albrecht gründete er die Freischlagende Verbindung Polyhymnia, aus der sich später das Corps Altsachsen entwickelte.
Im Jahre 1871 gründete von Wagner sein eigenes Bauunternehmen in Chicago/USA, das sich mit dem Bau von Eisenbahnbrücken und der Erschließung neuer Bahnstrecken befasste. 1882 verließ er sein Unternehmen und folgte dem Ruf der Regierung von Mexiko, die ihm die Leitung des Bauamtes der Stadt Mexiko antrug. Knapp ein Jahr später stellte er eine Bau-Expedition zum Bau einer Eisenbahn durch den Isthmus von Tehuantepec zusammen. Da die Expedition im Dschungel von Cholera und Sumpffieber heimgesucht wurde, kam es zu erheblichen Verzögerungen des Bauvorhabens. Erst 1888 konnte von Wagner seine Pläne umsetzen und verband erstmals den Stillen Ozean mit dem Golf von Mexiko durch eine Bahnstrecke. 
Darüber hinaus realisierte von Wagner 27 weitere Bahnstrecken und 5 Brücken in Mexiko und war parallel dazu als Berater für US-amerikanische Bauunternehmen tätig.
Erst nach 27 Jahren im Ausland kehrte von Wagner als Privatier nach Dresden zurück, wo er 1907 verstarb. Sein Grab befindet sich auf dem Trinitatisfriedhof.